# Trudoliúbove
Trudoliúbove (en (ucraïnès): Трудолюбове, en rus: Трудолюбово) és un poble de la República Autònoma de Crimea, a Ucraïna, que el 2014 tenia 339 habitants. Pertany al districte de Simferòpol.